# Teroristički napad u Mostaru 1997.
Teroristički napad u Mostaru izveden je 18. rujna 1997. godine. U napadu je bilo teže i lakše ozlijeđeno 29 osoba, a uništeno je 120 stanova i 120 automobila. Napad su izveli islamski ekstremisti za osvetu Hrvatskom vijeću obrane. Teroristički napad u Mostaru bio je prvi islamistički napad u Bosni i Hercegovini.

## Povijest
Teroristički napad autobombom dogodio se u Zapadnom Mostaru, u Splitskoj ulici, ispred zgrade Policijske uprave Mostar i zgrade bivšeg MUP-a Herceg-Bosne, 18. rujna 1997. godine u 23.40 sati. U napadu je bilo teže i lakše ozlijeđeno 29 osoba, među kojima je bilo i troje policajaca. Na mjestu eksplozije nastao je krater širine 240 cm i dubine 85 cm. U eksploziji je bilo uništeno 120 stanova, od čega 56 potpuno, te 120 automobila, od čega 46 potpuno.
Prvi je na mjesto događaja stigao SFOR. Istraga je započela dan poslije, a vodila ju je krimpolicija Hercegovačko-neretvanske županije uz pomoć stručnjaka iz Zagreba i Splita. Idući dan u jutarnjim satima istraga je bila okončana.
Odmah nakon napada, domaće i strane sigurnosne službe angažirale su se oko istrage počinitelja. Bošnjački političari i mediji su za napad optuživali Hrvate. Kako se napad dogodio nedugo nakon ujedinjenja policije u Mostaru i pobjede HDZ-a BiH na općinskim izborima, pripadnici mirovnih snaga ponudili su tri moguća motiva za podmetanje bombe. Politički motiv objasnili su napadom na "novouspostavljene policijske snage stacionirane u PU Mostar"; kriminalistički motiv naveli su kao mogućnost da je "mafija" željela pokazati policiji da je nakon zadnjih uhićenja jača; te teroristički motiv, koji je za cilj imao što više žrtava i što veću materijalnu štetu. Treći razlog bio je najmanje razmatran, jer su smatrali uobičajenim da teroristi nedugo poslije napada preuzmu odgovornost. Sumnje Stabilizacijskih snaga kasnije su se pokazale pogrešnima.
Krivac za teroristički napad bio je Ahmed Zuhaira Handal, inače iz Sudana. U javnosti je njegovo ime iznio glasnogovornik vehabijske zajednice u BiH Alu Husin Imad, pod nadimkom Abu Hamza, koji je rekao da vehabijska zajednica "ne opravdava, ali razumije zločin". Handala je zajedno sa suradnicima teroristički napad izveo zbog osvete Hrvatskom vijeću obrane.
Sudski postupak protiv Ahmeda Zuhaire Handale i njegovih petorice pomagača započeo je u svibnju 1998. godine. Handala je dobio kaznu od 10 godina zatvora, no nalazi se u bijegu. Sudionici terorističkog napada, Ali Ahmed Ali Hamad (iz Bahreina) i Nebil Ali Hil, zvani Abu Jemen, dobili su osam, odnosno pet godina zatvora.